# Luke Sassano
Luke Sassano (Nacido el 14 de octubre de 1985 en Glendale, California, Estados Unidos) es un futbolista de Red Bull New York. 

## Inicios
Luke Sassano comienza su carrera colegial en 2004 con la Universidad de California-Berkeley. En cuatro temporadas participa en 64 encuentros anotando 4 goles y repartiendo 19 assistencias. Durante su estancia en el fútbol colegial juega con San Francisco Seals, y San Jose Frogs.

## Trayectoria
Tras su exitosa carrera colegial ficha por Red Bull New York con quien
debutó en el fútbol profesional en 2008. En su primera temporada en el club participa en 18 partidos de liga. Durante los playoffs de Major League Soccer, jugando de medio centro, Sassano ayuda al club a llegar a la final de la MLS Cup. Sassano fue titular en los cuatro partidos de los playoffs.

## Clubes
| Club                 | País           | Año           |
| -------------------- | -------------- | ------------- |
| Red Bull New York    | Estados Unidos | 2008-2010     |
| Sporting Kansas City | Estados Unidos | 2011-2012     |
| Carolina Railhawks   | Estados Unidos | 2012-presente |